# Hodie mihi, cras tibi
Hodie mihi, cras tibi, «oggi a me, domani a te», è una locuzione latina spesso utilizzata nelle iscrizioni sepolcrali cristiane. La frase deriva da un verso del Siracide, mihi heri, et tibi hodie, «ieri a me, e oggi a te» (38,23 nella Vulgata latina, 38,22 nella Bibbia CEI), dove a parlare è un morto, o la morte personificata. Nel linguaggio comune l'espressione serve ad ammonire chi si rallegra delle disgrazie altrui che un giorno potrebbe toccare a lui, o viene utilizzata come esortazione a sopportare gli inevitabili mali della vita.